# Viktor Kalisch
Viktor Kalisch, född 4 december 1902 i Linz, död 21 juli 1976, var en österrikisk kanotist.
Kalisch blev olympisk silvermedaljör i K-2 10000 meter vid sommarspelen 1936 i Berlin.